# لکا، ولیعهد آلبانی
لِکا، ولیعهد آلبانی (۵ آوریل ۱۹۳۹ - ۳۰ نوامبر ۲۰۱۱) که به شاه لکای یکم نیز معروف بود تنها پسر شاه زوگ یکم (احمد زوگو)، پادشاه آلبانی بود.
لکا خود را در سال ۱۹۲۸ میلادی پادشاه آلبانی اعلام کرد و تا زمانی که ارتش ایتالیا در سال ۱۹۳۹ میلادی به این کشور حمله کرد، در سمت خود باقی‌ماند.
لکا، پادشاه خودخوانده آلبانی پس از سقوط کمونیسم به همراه خانواده‌اش تبعید شد، در سن ۷۲ سالگی درگذشت.

## پیشینه
پس از حمله ارتش ایتالیا، خانواده زوگ دو روز پس از تولد لکا از آلبانی فرار کردند. حاکمان کمونیست در سال ۱۹۴۶ میلادی حکومت پادشاهی را در آلبانی از میان بردند.
لکا زوگ خود را در سال ۱۹۲۸ میلادی پادشاه آلبانی اعلام کرد و تا ۱۹۳۹ که ارتش ایتالیا به این کشور حمله کرد، در سمت خود باقی‌ماند.
این پادشاه خودخوانده نخستین بار در سال ۱۹۹۳ به کشورش بازگشت اما تنها چند ساعت بعد از حضورش، دولت حاکم آلبانی او را به دلیل بی‌اعتبار بودن گذرنامه‌اش از کشور اخراج کرد.
وی پس از آن در سال ۱۹۹۷ و با بروز ناآرامی‌های ناشی از بحران مالی که باعث شد بسیاری از شهروندان آلبانی اندوخته‌های مالی خود را از دست داده و به برگزاری یک همه‌پرسی امید بندند، بار دیگر به این کشور بازگشت.
این در حالی است که هم‌زمان با خروج لکا زوگ از آلبانی، یک دادگاه در تیرانا وی را به صورت غیابی به اتهام سازماندهی خیزش مسلحانه به سه سال حبس محکوم کرده بود اما دادگاه تجدیدنظر جرم او را به مالکیت غیرقانونی سلاح گرم کاهش داد.
پس از آن رئیس‌جمهوری آلبانی در سال ۲۰۰۲ لکا زوگ را عفو کرد و پارلمان این کشور نیز قطعنامه‌ای را برای حمایت از بازگشت وی به تصویب رساند.
لکا زوگو، پادشاه خودخوانده آلبانی در تاریخ ۳۰ نوامبر ۲۰۱۱ به دلیل نارسایی قلبی و مشکلات ریوی در بیمارستان مادر ترزای تیرانا، پایتخت این کشور درگذشت. این پادشاه ۷۲ ساله آلبانی پس از حمله قلبی درگذشت و کادر پزشکی نتوانستند او را به زندگی بازگردانند.